# Rainer Brüninghaus
 (novembre 2023).
Si vous disposez d'ouvrages ou d'articles de référence ou si vous connaissez des sites web de qualité traitant du thème abordé ici, merci de compléter l'article en donnant les références utiles à sa vérifiabilité et en les liant à la section « Notes et références ».
Rainer Brüninghaus est un pianiste allemand de jazz, né le 21 novembre 1949 à Bad Pyrmont.
Rainer Brüninghaus a commencé sa carrière dans le groupe de jazz-rock Eiliff, avec qui il enregistre deux albums. En 1973, il rejoint le groupe de Volker Kriegel. En 1975, il commence une collaboration de sept ans avec le bassiste allemand Eberhard Weber qui mène le groupe Colours, auquel appartient aussi Charlie Mariano. Il collabore également en 1978 avec Heinz Sauer, George Adams et Archie Shepp lors du festival de jazz de frankfort.
Dans les années 1980 il réalise ses propres projets musicaux, Freigeweht avec Kenny Wheeler, et Shadows & Smiles avec Manfred Schoof.
En 1983, Joachim-Ernst Berendt lui attribue le SWF-Jazzpreis. En 1984, il reçoit le Prix de la critique allemande du disque (de) pour son enregistrement Continuum (avec  Markus Stockhausen et Fredy Studer).
En 1988, Brüninghaus intègre le Jan Garbarek Group et participe à de nombreuses tournées et albums avec le saxophoniste norvégien.
Brüninghaus compose également pour orchestre symphonique, big band, petit ensemble, ainsi que des musiques de film et de télévision.